# باتريك سيبومانا
باتريك سيبومانا (بالإنجليزية: Patrick Sibomana) (15 أكتوبر 1996 بكيغالي في رواندا - ) هو لاعب كرة قدم رواندي في مركز الوسط. شارك مع منتخب رواندا لكرة القدم. أما مع النوادي، فقد لعب مع شاختيور سوليجورسك ونادي الجيش الوطني الرواندي.

## روابط خارجية
- باتريك سيبومانا على موقع قاعدة بيانات كرة القدم.إي يو (الإنجليزية)
- باتريك سيبومانا على موقع ناشيونال فوتبول تيمز (الإنجليزية)
- باتريك سيبومانا على موقع Soccerway.com (الإنجليزية)